# Neoheterandria tridentiger
Neoheterandria tridentiger és una espècie de peix de la família dels pecílids i de l'ordre dels ciprinodontiformes. Els mascles poden assolir els 2,5 cm de longitud total i les femelles els 5. Es troba a Panamà a Centreamèrica.